# 跡部景家
跡部 景家（あとべ かげいえ）は、室町時代における甲斐国の武将。父の跡部明海と共に、輪宝一揆を通じて甲斐国人衆の中心的存在となり、甲斐国守護武田家を補佐して権勢を振るったが、父の死後、武田信昌に敗北し小田野城で自害した。

## 概要
元々、跡部氏は小笠原氏の庶流であり、佐久郡に本拠を置いた信濃国人であった。
応永23年（1416年）2月6日、甲斐武田氏の当主である武田信満が、上杉禅秀の乱の余波を受けて足利持氏に討伐され、木賊山にて自害した。このため甲斐国は守護が不在となり、応永25年（1418年）には「注進到来、甲斐国の事、地下一揆蜂起」とあり、国内で地下人らが内乱を起こすなど乱国状態に陥った。
同年には武田信元が甲斐国守護として派遣され、小笠原政康の支援を受けて甲斐への入国を成功させた。この時、政康は同族である跡部明海・景家父子を甲斐入りさせた。この際、明海・景家は甲斐守護代の地位を得ている。武田源氏一統系図では、跡部駿河守（明海か）が甲斐守護代とされている。
その後間もなくして信元は死去し、代わって信元の子・信長が跡部景家らと対立する。
応永28年（1421年）には荒川にて跡部氏・信長の間で合戦が起こった。その後、輪宝一揆の甲斐国人衆の支持を得つつ、国内に跡部氏勢力を構築した。また永享5年（1433年）4月の合戦では（荒川合戦）、景家軍は信長勢を敗退させた。
永享7年（1435年）3月、跡部一門は熊野参詣のため上洛した。同月18日には足利義教が跡部氏入洛を知って、甲斐国の情報を収集するべく対面を所望したが、これを辞退している。
同年には室町幕府との交渉で、武田信満の嫡男・信重を甲斐守護として擁立する方針を進め、永享10年（1438年）には信重を支援して甲斐国への入国に貢献した。
武田信重の死後は、その子信守が守護職を継ぐが、その実権は景家らが掌握していた。5年後に信守が死去し、幼年の信昌が後継者になると、更に明海・景家の台頭が進んだ。『鎌倉大草紙』は、信昌幼少時より跡部景家が専横を極めていたとしており、その背景には甲斐国人からの衆望および甲斐武田家の重要な支持基盤となっていた事が挙げられる。
長禄元年（1457年）における合戦では信昌を敗走させ、岩崎氏を滅ぼしたとされ、このために岩崎郷は景家の所領となった。同年の小河原合戦・馬場合戦に続き、長禄2年（1458年）にも合戦があり、向嶽庵の檀那・「春益（吉田春益）」が若干二十歳で討死した。
長禄2年（1458年）には向嶽寺に田原郷を安堵しており、寛正2年（1461年）の氷川神社棟札にその名がみられる。この棟札から、後年の信昌による景家討伐の原因は伊那小笠原氏派（小笠原宗康、諏訪氏、武田信昌）と府中小笠原氏派（小笠原持長、跡部景家）の対立によるものであるという見解も存在する。
寛正5年（1464年）に跡部明海が死去した。翌寛正6年（1465年）6月、武田信昌が諏訪氏の支援を受けて跡部景家討伐戦を開始した。
夕狩沢において、景家軍と信昌軍は合戦を繰り広げるも（夕狩沢合戦）、景家は敗走し、西保の小田野城にて自害した。
楯無鎧に関する記録では、跡部上野介（景家）が楯無を着用して武田信昌との戦に臨んだ際、信昌軍の放った矢が鎧を貫通して上野介は討死したとされ、楯無を奪還した信昌が同鎧を着用して自身に矢を射させたところ、矢は全く鎧を貫かなかったという伝承がある。
景家死後、天文9年（1540年）3月、板垣信方が宇多田（現・山梨市歌田）を向嶽寺に寄進して、「跡部鉄牛（跡部景家）子細有り、当家被官に怨霊を成す、（省略）かの上州愚痴心を免じ、御弔仰するところに候」と書状を提出しており、跡部景家は滅亡後も怨霊として恐れられる存在だったことがうかがわれる。

### 子孫
跡部景家系の直系子孫は不明だが、戦国時代には跡部勝資、跡部泰忠らが武田家臣団として列した。江戸時代には、跡部昌忠や上野国の和田氏養子となった和田信業、業勝の系統が続いた。